# Scan2Go
Scan2Go (ギャラクシーレーサー　スキャン2ゴー!, Galaxy Racer Scan2Go!, que literalmente significa, "Piloto da Galáxia Scan2Go") é uma série de anime nipo-coreana co-produzida entre d-rights Inc., NewBoy., SBS Productions Inc. e Stonebridge Capital Inc., sob a direção de Mitsuo Hashimoto. A série se passa em um universo futurista de corridas que envolvem o uso de miniaturas de carros automatizados de brinquedo. A animação de TV teve 52 episódios e é direccionado para meninos de 4 à 12 anos. A série foi licenciada pela 9 Story Entertainment nas Américas e foi dublada pelos estúdios Ocean Productions e Blue Water Studios nos Estados Unidos e lá a série estreou dia 1 de setembro de 2012, no Cartoon Network. Em Portugal, a série estreou no dia 4 de junho de 2011 no Canal Panda.

## Enredo
A série animada tem lugar em um universo futurista. Muitas espécies ao longo das galáxias estão todas animadas por uma coisa: a corrida. Esta tendência de corrida é o que todo mundo conhece como, Scan2Go. Esta actividade de corrida envolve o uso de miniaturas de carros automatizados de brinquedo, onde os carros de corrida automaticamente, correm para alcançar o 1º lugar. Os carros são movidos por um cartão que lhes dá o poder de competir e, assim impulsionar o turbo. Scan2Go é sobre as volta em enormes faixas onde a velocidade e tácticas são a chave para a vitória. Os pilotos terá de enfrentar muitos obstáculos no caminho, o que pode ser perigoso ou muito complicado. As corridas podem ser feitas em equipas ou individual para todos, dependendo das regras.
A história centra-se em um jovem rapaz chamado Kazuya 'Kaz' Gordon e sua equipa chamada "Team Jet" mais conhecida anteriormente como o "Equipa da Terra Júnior". Iniciando sua carreira de Scan2Go da (Terra), durante a qual os seres humanos não gostam da tendência Scan2Go ainda, ele embarca em uma jornada para se tornar o maior piloto Scan2Go. Kaz é o único nele para se tornar o melhor piloto do universo. Mas ele também descobre novos amigos ao longo de seu caminho para a glória.
Ele descobre um forte adversário e seu maior inimigo que destruiu o comité Scan2Go chamado Reau. Seu objectivo é conquistar a emoção negativa das pessoas e começar a destruição do Universo.

## Transmissões Internacionais
| País/Região    | Canal                       |
| -------------- | --------------------------- |
| Coreia do Sul  | SBS Cartoon Network         |
| Estados Unidos | Cartoon Network             |
| Canadá         | Family Channel              |
| Reino Unido    | Kix                         |
| Austrália      | Network Ten                 |
| França         | Canal J e Gulli             |
| Bélgica        | 2BE (Flandres)              |
| Itália         | K2                          |
| Espanha        | Clan TVE                    |
| Portugal       | Canal Panda                 |
| Estónia        | ETV+                        |
| Rússia         | THT e 2×2                   |
| Malásia        | Disney XD e TV9             |
| Indonésia      | Indosiar                    |
| Hong Kong      | TVB                         |
| Taiwan         | YOYO TV                     |
| Filipinas      | Cartoon Network GMA Network |
| Mundo Árabe    | Space Toon                  |
| Índia          | Pogo                        |